# العلاقات الإسرائيلية النرويجية

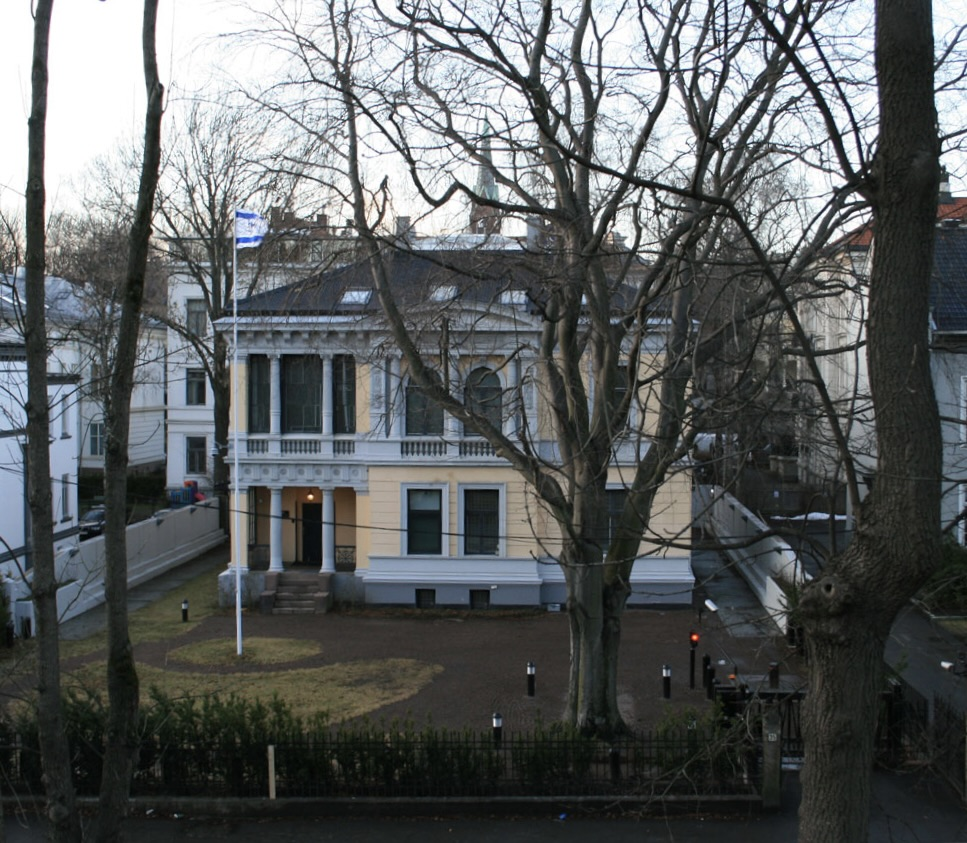
السفارة الإسرائيلية في أوسلو

العلاقات الإسرائيلية النرويجية تشير إلى العلاقات الثنائية بين إسرائيل والنرويج. كانت النرويج واحدة من بين أول الدول التي اعترفت بإسرائيل في 4 فبراير 1949. أقام كلا البلدين علاقة دبلوماسية لاحقاً في ذلك العام. لدى إسرائيل سفارة في أوسلو، وتخدم كل من النرويج وآيسلندا. لدى النرويج سفارة في تل أبيب وقنصليتين شرفيتين (في إيلات وحيفا). يعيش 553 مواطن إسرائيلي في النرويج ويعيش 260 نرويجي في إسرائيل.

## العلاقات السياسية

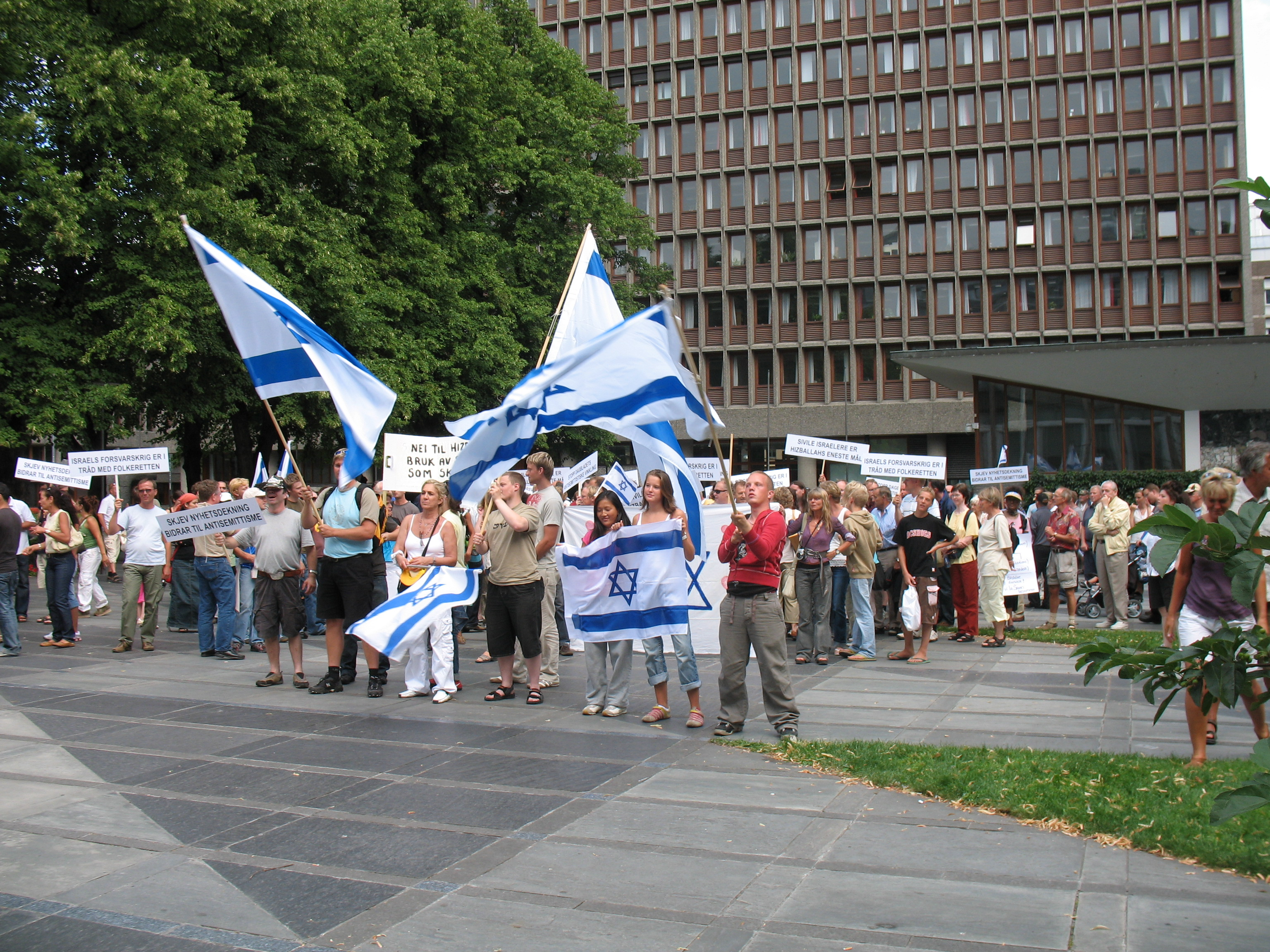
مع إسرائيل من أجل السلام (MIFF)، أوسلو

تُعد سيف ينسن زعيمة حزب التقدم - ثالث أكبر حزب في النرويج - مؤيدا قويا لإسرائيل وتدّعي أنها «ليست خائفة من الدفاع عن حق إسرائيل في الدفاع عن نفسها». وقد زارت مدينة سديروت الإسرائيلية في صيف 2008، وشهدت هبوط صاروخ حماس مباشرة، وقالت أن آخرين كان عليهم «الجري إلى الملجأ للاحتماء من الغارات الجوية». وقالت أنها عارضت بقوة قرار الحكومة النرويجية في الاعتراف بحماس لأنها تعتقد أنه «لا يجب التفاوض مع الإرهابيين، على الإطلاق».
في يناير 2009، ظهرت في مظاهرة أطلق عليها اسم «دعوا إسرائيل تعيش» في أوسلو. وكانت خدمة أمن الشرطة النرويجية تخشى أن ينسن قد تكون هدفاً لهجوم على الرغم من ينسن نفسها لم تكن قلقة. بينما خمن المحللين أن حزب التقدم سيخسر المزيد من الناخبين أكثر من الذين سيكسبهم نظراً لهذا الدعم القوى لإسرائيل، أظهرت الاستطلاعات أن هناك زيادة طفيفة في نسبة التأييد للحزب.
في عام 1981، أسست مجموعة من أعضاء اتحاد العمال منظمة أصدقاء إسرائيل في الحركة العمالية النرويجية (نرويجية: Venner av Israel i Norsk Arbeiderbevegelse). وكان الغرض من ذلك تعزيز العلاقات بين الحركة العمالية الإسرائيلية والنرويجية بطريقة غير رسمية وشخصية. وقد تم هذا من خلال إرسال وفود إلى إسرائيل، واستقبال زوار من إسرائيل.
سفير إسرائيل في أوسلو كان نعيم عرايدي، الشاعر والمحاضر الجامعي الدرزي الإسرائيلي. نائبه جورج ديك، هو عربي مسيحي من يافا. أصبح جورج ديك القائم بالأعمال في السفارة حتى استهل السفير الجديد رافائيل شولتز مهمته في صيف عام 2014.
في مايو/أيار 2020، رفض البرلمان النرويجي مشروع قانون لوضع علامات على المنتجات الإسرائيلية المنتجة في الضفة الغربية. ومع ذلك، في 10 يونيو/حزيران 2022، أعلنت الحكومة النرويجية أنها ستضع علامات على المنتجات المنتجة في المستوطنات. وقد أدانت وزارة الخارجية الإسرائيلية هذا القرار.
في أغسطس 2024، ونتيجة لاعتراف النرويج بدولة فلسطين في مايو 2024. قرر الوزير الإسرائيلي يسرائيل كاتس إلغاء الصفة الدبلوماسية عن النرويجيين الذين يعملون في الممثلية النرويجية لدى السلطة الفلسطينية. لاحقًا أعلنت وزارة الخارجية النرويجية إغلاق مكتبها وقالت:«"نتيجة لقرار حكومة بنيامين نتنياهو بعدم تسهيل تمثيل النرويج لدى السلطة الفلسطينية، يجب إغلاق مكتب تمثيلنا في رام الله في فلسطين اعتبارا من اليوم".» في 19 أغسطس 2024، ذكرت الممثلية أنها مغلقة حتى إشعار آخر على موقعها الإلكتروني.
في 19 يونيو 2025، ألقيت قنبلة يدوية على مقر إقامة السفير النرويجي لدى إسرائيل في تل أبيب دون إصابة أحد.

## العلاقات العسكرية

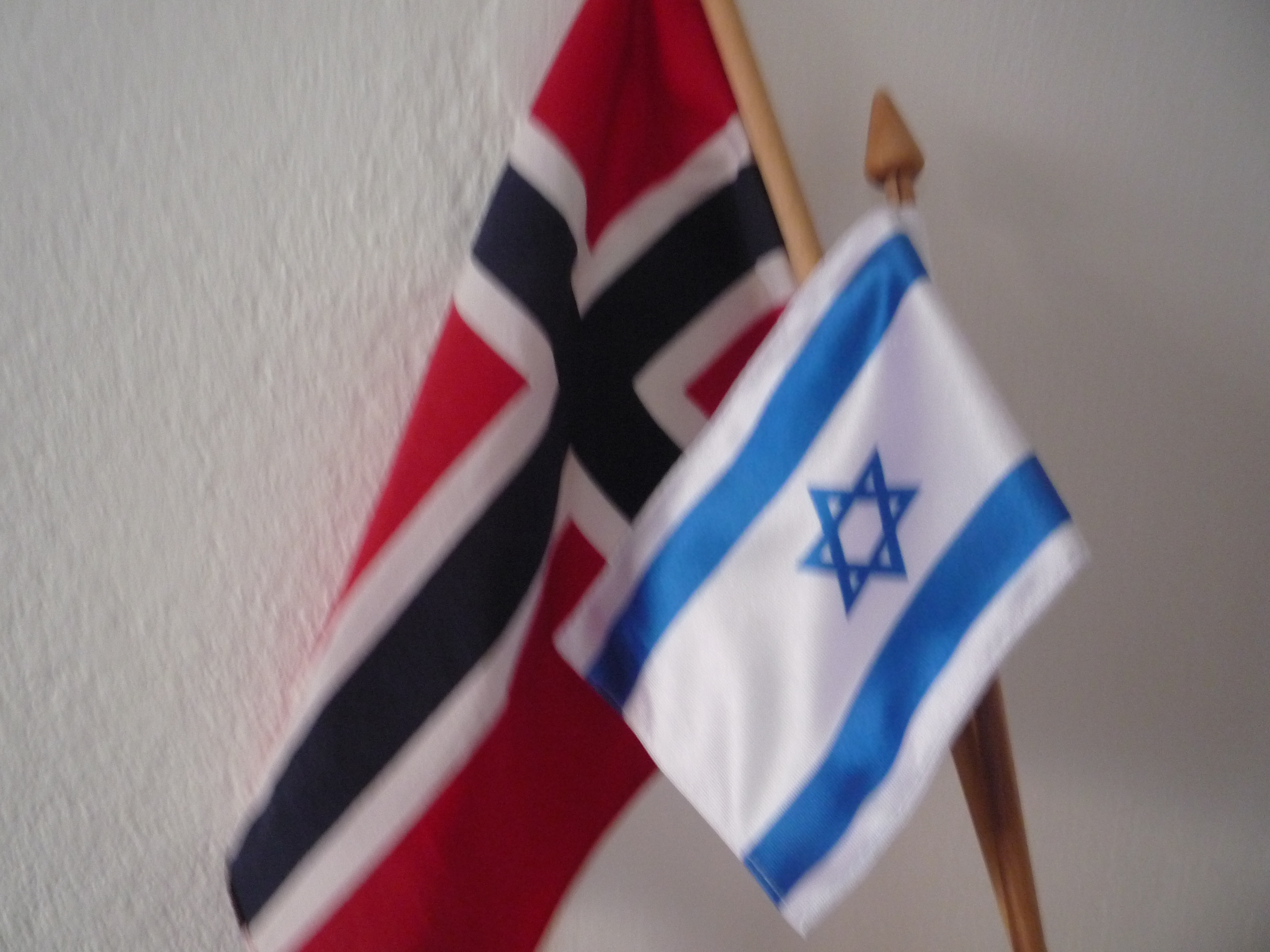
علمي إسرائيل والنرويج في بيت نرويجي

بحسب وسائل الإعلام هناك عدد من الجنود النرويجيين في الجيش الإسرائيلي. في عام 2007 تم تسجيل 24 نرويجي يعمل للجيش الإسرائيلي.
في سبتمبر 2010، بعدما بدأت ألمانيا في اختبار غواصات من طراز دولفين جديدتين إلى البحرية الإسرائيلية، قامت النرويج بمنعها من التجارب في مياهها الإقليمية، بسبب دورها المستقبلي المحتمل في تنفيذ الحصار على قطاع غزة.

## وصلات خارجية
- وزارة الخارجية النرويجية: معلومات حول العلاقة مع النرويج
- السفارة النرويجية في تل أبيب
- MIFF - Med Israel For Fred
- Norge IDAG
- DagenMagazinet